# Carlos Robelle
Carlos Robelle Giaggino (Buenos Aires, 3 de noviembre de 1935) es un exfutbolista argentino, jugaba de mediocampista.

## Trayectoria
Comenzó su carrera futbolística en el Club Atlético Tigre donde jugó un aproximado 70 partidos entre 1954 y 1958.
En 1959 llega al Ciclista Lima de Perú y luego actúa en FC Rouen de Francia, participando en 39 partidos y anotando 15 goles.
Prolongó su carrera en Colombia, primero en 1960 defendió al Deportes Tolima y terminó su carrera en el Independiente Santa Fe en 1967, obteniendo un campeonato y subcampeonato nacional por su paso en el futbol de ese país.

## Estadísticas

### Clubes
| Club                   | País      | Año         |
| ---------------------- | --------- | ----------- |
| Club Atlético Tigre    | Argentina | 1954 - 1958 |
| Ciclista Lima          | Perú      | 1959 - 1960 |
| Deportes Tolima        | Colombia  | 1960 - 1961 |
| FC Rouen               | Francia   | 1961 - 1964 |
| Independiente Santa Fe | Colombia  | 1964 - 1967 |